# Sant Pere en Puig
Sant Pere en Puig és una masia de Sora (Osona) inclosa a l'Inventari del Patrimoni Arquitectònic de Catalunya.

## Descripció
Casa de planta rectangular molt allargada construïda amb murs de pedres irregulars i molt de morter. L'estructura dels murs de la casa són molts semblants als de les esglésies de Sant Pere el Puig, de la qual pren el nom i n'és veïna. La casa fou construïda amb diferents etapes clarament visibles a l'exterior dels murs. El cos d'habitatge és anterior a l'allargament d'aquest i presenta porxos a peu de pla i primera planta de la casa. Les obertures estan emmarcades per pedres ben tallades i les finestres tenen ampit. La llinda de les porta conserva una inscripció parcialment llegible: "PERA DM 1854". Aquesta data, a jutjar pel tipus de mur que sembla contemporani al de l'església, correspondria a una reforma de l'habitatge, que podria coincidir amb l'allargament d'aquest.

## Història
Tot i que en el terme de Sora hi hagut diversos masos anomenats Puig, la casa propera a l'església de Sant Pere al Puig sembla la que pertany a aquesta sufragània i consta habitada el 1592, juntament amb el Mas de Munt, Casarramona, Mas Coput, i els masos Mas i Casa d'en Duran.